# Есет батыр (микрорайон)
Есе́т баты́р (бывш. Нур Актобе, каз. Нұр Ақтөбе, Актобе́-си́ти, каз. Ақтөбе-сити, разг. Си́ти или Нур-Сити) — один из микрорайонов Актобе, расположенный на восточной окраине города, вдоль трассы в сторону Орска.
Вначале этот район назывался «Актобе-сити», но затем был переименован в «Нур Актобе», вероятно, в связи с повальной модой в Казахстане на приставку Нур в названиях новых объектов. 24 декабря 2021 года был вновь переименован в честь батыра Есета Кокиулы (постановление акимата Актюбинской области № 415 и решение областного маслихата № 106).
Планировалось, что в «Нур Актобе» будут проживать около 260 тыс. человек. В течение 15—20 лет район должны были застроить 9—25 этажными жилыми домами. На деле к 2022 году микрорайон состоит из зданий высотой от 3 до 9 этажей.

## Проект
Общая площадь, отведённая под «Нур Актобе», составляет 750 гектаров, из них 250 га будут застроены в первую очередь. Планируется, что строительство района займёт 15—20 лет. Два из пяти микрорайонов будут основными, ещё два будут разделены бульваром, соединяющим центр района с парковой зоной, а пятый микрорайон будет расположен между центром и рекой Жаман-Каргалы. В каждом из микрорайонов планируется возвести по паре школ (1000—1200 мест) и детских садов (280—320 мест), и оборудовать спортивные площадки и проезды для общественного транспорта.
Застройкой новых микрорайонов занимаются частные компании. Всего на строительство «Нур Актобе» будет выделено 13,9 млрд тенге (92,7 млн долларов США).

Кроме жилпрограммы, вот увидите, придут туда крупные банки, гостиницы, крупные объекты предпринимательства. Нужно посмотреть, может, там придется что-то сносить, с компенсацией, конечно. Здесь в городе все застроилось, нет свободных участков. Куда деваться? Осталось только в парке Пушкина построить, который 3 года назад хотели сносить, или за акиматом. Ничего не осталось. Конечно, первое время в «Актобе сити» трудно будет. Не будет хватать автобусных маршрутов, не будет успевать инфраструктура. Но будут создаваться и социальные объекты, мы в том районе строим больницу, перинатальный центр. Это важное решение, большие трудности, но работать надо.
— Архимед Мухамбетов, аким Актюбинской области.

## Ход строительства

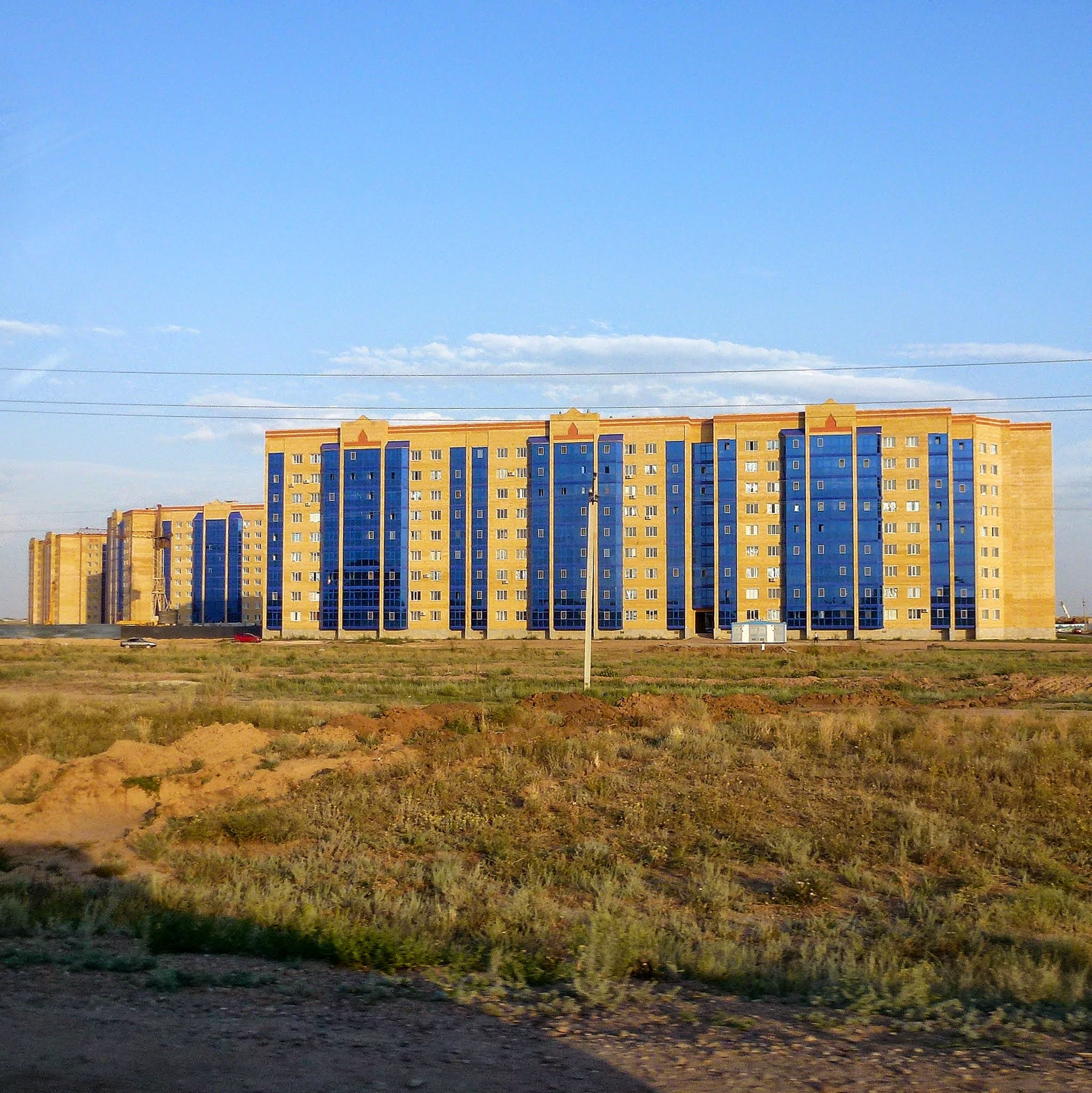
Типичный жилой дом в микрорайоне Есет батыр.

Работы по возведению нового района начались в 2012 году. До конца декабря 2012 года планировалось сдать два 12-подъездных дома, которые должны были быть реализованы по программе «Доступное жильё» Жилстройсбербанка. Жильё предназначалось для «очередников», которых в Актобе на тот момент насчитывалось 12 тыс. человек, из них 5 тыс. — государственные служащие.
В октябре 2013 года первые 69 участников программы Жилстройсбербанка заселились в дома в «Нур Актобе». Всего в 2012 году было сдано 609, а в 2013 году 1224 (планировалось 1263) квартиры. В 2014 году планировалось сдать 972 квартиры.

## Проблемы
В июне 2014 года проект «Нур Актобе» был раскритикован Нурсултаном Назарбаевым. Причиной недовольства главы государства стало несоответствие проекта современным архитектурным требованиям. Спустя месяц после визита президента, после обильного дождя были затоплены квартиры на верхних этажах новостроек, из которых вода хлынула на нижние этажи домов.
Несмотря на то, что для каждого микрорайона «Нур Актобе» было запланировано по два детских сада, к 2015 году ни один из них не был сдан в эксплуатацию. Детский сад на 320 мест планируется сдать во второй половине 2015 года.
В районе имеются серьёзные проблемы с автомобильными дорогами.

### Залежи калийных солей
По словам актюбинского геолога Владимира Юриша, прямо под «Нур Актобе» расположено месторождение калийных солей, разведанное ещё 1950-х годах, и новые дома могут быть разрушены из-за обвала пород. В городском акимате опасений Владимира Юриша не разделили и сослались на то, что генеральный план застройки был согласован со всеми ведомствами, в том числе экологами и департаментом по ЧС. По словам заместителя акима города, такие заявления озвучивались и раньше, когда произошли обвалы на проспекте Абилкайыр хана.